# Keith Gatlin
Pour les articles homonymes, voir Gatlin.
Keith Gatlin, né le 23 décembre 1964 aux États-Unis, est un ancien joueur professionnel américain de basket-ball. Il mesure 1,92 m.

## Clubs successifs

### Lycée
- Jusqu'en 1983 :  North Carolina High School

### Université
- 1983 - 1988 :  Terrapins du Maryland (NCAA 1 )

### Professionnel
- 1988 - ???? :  A joué en (CBA)
- ???? - 1992 :  A joué en "GBA"
- 1992 - 1996 :  BBV Hagen (Basketball-Bundesliga)
- 1996 - 1997 :  Panionios Athènes (ESAKE)
- 1997 - 1998 :  MTV Gießen (Basketball-Bundesliga)
- 1998 - 2000 :  Élan chalonnais (Pro A)
- 2000 - 2001 :  Al-Riyadi Beyrouth

## Palmarès
- Numéro 1 aux lancers-francs en 2000 (Pro A)